# Eutelsat 4A
Eutelsat 4A – satelita telekomunikacyjny wyniesiony na orbitę 6 września 2000, należący do konsorcjum Eutelsat.
Pierwotnie zamówiony przez firmę Orion Network System jako Orion 2, jednak kontrakt został anulowany. Wówczas kupił go Eutelsat jako satelitę rezerwowego, nosił on wówczas nazwę ROSSAT, którą wkrótce zmieniono na Eutelsat W1. Satelita zastąpił tym samym oryginalnego Eutelsata W1, który został uszkodzony w trakcie budowy i wystrzelony dopiero w 2002 jako Eutelsat W5.
Zbudowała go firma Matra Marconi Space (obecnie EADS Astrium) w oparciu o platformę Eurostar-2000+. Satelita ważył podczas startu 3250 kg. Dwa rozkładane panele ogniw słonecznych były w stanie początkowo dostarczyć 5900 W energii elektrycznej. Statek posiada 28 transponderów pracujących w paśmie Ku. Obejmowały one swym zasięgiem Europę, Afrykę Północną, Bliski Wschód i Azję Środkową.
Eutelsat 4A został umieszczony na orbicie geostacjonarnej (nad równikiem). Do roku 2009 znajdował się na pozycji 10 stopni długości geograficznej wschodniej. Po zmianie pozycji na 4°E zmienił nazwę na Eurobird 4A. Obecną nazwę Eutelsat 4A otrzymał 1 marca 2012 w ramach ujednolicenia nazw satelitów przez Eutelsat.
Satelita transmitował programy telewizyjne i radiowe, dostarczał usługi dostępu do Internetu oraz komunikacyjne. Przewidywany okres żywotności wynosił 12 lat. W lutym 2012 satelita zakończył pracę i opuścił pozycję 4°E. Został umieszczony na orbicie cmentarnej – około 500 km nad orbitą geostacjonarną.